# 아바타: 불과 재
《아바타: 불과 재》(영어: Avatar: Fire and Ash)는 2025년 개봉 예정인 미국의 서사 SF 영화이다. 2022년 영화 《아바타: 물의 길》의 속편으로, 전작과 마찬가지로 제임스 캐머런이 감독을 맡았다.

## 출연
- 샘 워딩턴 - 제이크 설리
- 조 샐다나 - 네이티리
- 시거니 위버 - 키리
- 스티븐 랭 - 마일스 쿼리치 대령
- 조반니 리비시 - 파커 셀프리지
- 케이트 윈슬렛 - 로날
- 클리프 커티스 - 토노와리
- 조엘 데이비드 무어 - 놈 스펠먼 박사
- CCH 파운더 - 모아트
- 이디 팰코 - 프랜시스 아드모어 장군
- 브렌던 코웰 - 믹 스코즈비 대위
- 저메인 클레먼트 - 이언 가빈 박사
- 브리튼 돌턴 - 로아크
- 트리니티 블리스 - 툭티레이
- 잭 챔피언 - 마일스 소코로
- 베일리 배스 - 치레야
- 필리프 겔리오 - 아오눙
- 두에인 에번스 주니어 - 로초
- 딜리프 라오 - 맥스 파텔
- 맷 제럴드 - 라일 웨인플리트 상병
- 데이비드 슐리스 - 페일라크
- 우나 채플린 - 바랑

## 기타
- 원조: 제임스 카메론
- 미술: 딜런 콜
- 미술: 벤 프록터
- 배역: 마저리 심킨